# Enrique Esteve Hernández
Enrique Esteve Hernández fue un miembro de FE de los JONS de Valencia. Durante cuatro décadas una calle junto al ayuntamiento de Valencia le estuvo dedicada.
Esteve era un trabajador de Siemens. Afiliado a Falange, en julio de 1934 fue designado Jefe Provincial de Valencia dentro de la Junta de Mando Territorial (la cual en aquel momento comprendía toda la Comunidad Valenciana), hasta que el 6 de enero de 1935 desapareció dicho organismo, sustituido por tres Jefaturas Provinciales directamente dependientes de la Jefatura Nacional. El 7 de mayo de 1935 volvió a ser Jefe Provincial. Durante la guerra civil española, fue muerto por milicianos socialistas en diciembre de 1936.
Esteve fue también directivo del Valencia Club de Fútbol.
Tras la victoria del bando sublevado en la Guerra Civil Española le fue dedicada en la ciudad de Valencia la calle que con anterioridad lo había estado al Periodista Azzati, denominación volvió a recuperar en 1979.